# 오가촌 (오이타현)
오가촌(일본어: 大神村)은 오이타현 하야미군에 있던 촌이다. 현재의 히지정 동부에 해당한다.

## 역사
- 1875년 - 기타오가촌, 미나미오가촌이 합병해 오가촌이 성립하였다. 1876년의 인구는 2715명이다.
- 1889년 4월 1일 - 정촌제 시행에 의해 하야미군 오가촌이 성립하였다. 당시의 인구는 1891년 기준으로 4225명이다.
- 1911년 7월 16일 - 일본국유철도 닛포 본선 히지역이 신설되었다.
- 1954년 3월 31일 - 도요오카정, 후지와라촌, 가와사키촌과 합병해 히지정이 성립하여, 동일 오가촌은 폐지되었다.

## 교통

### 철도
- 일본국유철도
  - 닛포 본선

## 참고문헌
- 角川日本地名大辞典編纂委員会編『角川日本地名大辞典 44 大分県』角川書店、1980年1月